# Вади-Рам
Вади-Рам (араб. وادي رم‎), также называемая Лунная долина — пустыня в Иордании, в 60 км к востоку от Акабы и Эйлата. Относится к каменистым пустыням и занимает территорию площадью 74 180 гектаров. Местами пустыня переходит в полупустыню с отдельными сухими деревьями и кустарниками. Высочайшим пиком является гора Ум-эд-Дами высотой 1830 м. Поверхность в целом неровная, изобилует локальными каньонами, провалами и возвышенностями.
Вади-Рам по-арабски означает «римская долина», или «долина Рима», так греки (или восточные римляне) называли в начале византийской эпохи арабские народы, вероятно, ссылаясь на христианские византийские монашеские или аскетические общины в этом районе.
В Вади-Рам, которая славится своими «внеземными» и «сказочными» пейзажами, снимали фильмы «Лоуренс Аравийский», «Трансформеры», «Красная планета», «Последние дни на Марсе», «Марсианин», «Изгой-один. Звёздные войны: Истории», «Аладдин», «Звёздные войны. Эпизод IX», «Дюна» и многие другие.
Климат сухой. Температура воздуха в пределах пустыни Вади-Рам изменяется от 32 градусов Цельсия днём до 4 градусов ночью.
Пустыня населена пресмыкающимися — ящерицами, змеями.
Пустыня является национальным парком Иордании. Интерес представляют такие достопримечательности, как скалы (для скалолазов), сафари-туры на джипах и наскальные рисунки, многие из которых ещё недостаточно изучены.
Вади-Рам была заселена различными народами, которые оставили память о себе в виде наскальных рисунков.

## Галерея
- Каменистая пустыня, песчаник и гранит, отдельные сухие деревья и кустарники, горы, каньоны, провалы и возвышенности
- Растения в Вади-Рам
- Растения в Вади-Рам
- Некоторые деревья устойчивы к суровым условиям Вади-Рама.
- Петроглифы в Вади-Рам
- Вид с вершины Джабаль Рам
- Скальное образование «Семь столпов мудрости»
- Тамудические надписи в Вади-Раме
- Набатейский храм в Вади-Раме
- Формирование песчаника, вырезанное элементами в Вади-Раме
- Центр для посетителей Вади-Рама
- Скальные образования Вади-Рама вместе с лагерями бедуинов
- Каньон Хазали